# 롯데월드몰
롯데월드몰(Lotte World Mall)은 대한민국 서울특별시 송파구 신천동에 위치한 건물이다.
롯데월드 아쿠아리움은 650종, 55,000마리를 수용하는 도심 최대 아크릴 관람수조를 통해 한강 '민물고기'부터 북극 흰고래 '벨루가'까지 수 많은 생물을 만나볼 수 있다.

## 역사
1987년 롯데그룹이 롯데월드 부지 바로 옆에 108층 마천루(摩天樓)인 '제2롯데월드'를 구상하고 1994년 12월 본격적으로 지상 108층, 450m의 높이로 '제2롯데월드' 사업을 추진을 하였고 이 무렵 서울 여의도의 '21세기 파이낸스 센터', 강남의 '삼성 타운'과 더불어 대한민국의 3대 '100층 마천루' 프로젝트 중 하나가 되고 1998년 IMF 경제위기와 성남 서울공항 활주로 시야 확보 문제로 인하여 인허가가 나지 않았고, 일단 제2롯데월드 사업은 무산됐다.
2002년 본래 계획 108층(450m)을 123층(555m)으로 증축 계획하고 다시 제2롯데월드 사업을 추진했지만 2006년 롯데수퍼타워라는 명칭으로 착공식을 했지만 공사가 곧바로 중단되었다.
2009년 성남 서울공항의 활주로의 각도(3º)를 조정하는 등의 대책이 발표되어 최종 허가가 떨어져 본격적인 공사를 시작했고, 5월에 제2롯데월드 공사 착공에 들어갔다. 2013년 10월 제2롯데월드 단지의 정식 명칭을 '롯데월드몰'로 개칭하고 2014년 5월 당초 롯데월드몰 주변부 임시개장 예정이었으나 지연됐고 2014년 10월 16일 에비뉴엘동, 쇼핑몰동, 엔터테인멘트동 3개 건물의 사용이 허가되고 순차적으로 오픈했다.
2014년 10월 14일 롯데월드몰의 에비뉴엘, 롯데마트, 하이마트가 오픈, 10월 15일 롯데월드몰의 롯데시네마가 오픈, 10월 16일 롯데월드몰의 롯데면세점, 쇼핑몰, 롯데월드 아쿠아리움이 오픈, 12월 '롯데월드몰'의 시네마, 아쿠아리움이 화면 진동, 누수 사고로 인해 사용 중지 발령이 내려지고 콘서트홀 공사도 사고로 인해 중단됐다. 2015년 5월 12일 사고로 인해 영업이 중단됐던 롯데시네마와 롯데월드 아쿠아리움이 서울특별시로부터 재개장 허가를 받아 약 5개월만에 재개장하였다. 재개장 전 3일간 사전 예약한 약 37,000명에 한해 시설을 무료로 개방한 프리 오픈 행사를 가지고 2015년 12월 22일 롯데월드타워의 123층 지붕을 올린 상량식을 거행했다. 2016년 8월 18일에는 2036석 규모의 롯데콘서트홀이 개관했으며 2016년 12월에는 롯데월드타워(555m, 123층)의 모든 공사가 완료되고 그랜드 오픈했다.

## 구성

### 롯데월드타워
롯데월드타워(영어: Lotte World Tower)는 대한민국 서울특별시 송파구 신천동 롯데월드몰 단지 내에 위치한 건물이다. 2009년에 기공을 시작하여 2015년 12월 22일 123층까지 상량완료했으며, 2016년 3월경 첨탑공사가 완료됨으로써 외장 공사가 완료되었고, 2016년 12월 22일에 완공되었다. 신천동에 위치한 마천루인 롯데월드타워가 2017년 4월 3일에 오픈했다.

### 에비뉴엘동
지상 8층, 지하 4층 규모로, 명품 백화점인 에비뉴엘과 롯데면세점이 있다.

### 쇼핑몰동
지상 11층, 지하 6층 규모의 쇼핑몰 건물로, 특정 지역을 하나의 주제로 인테리어 한 테마존(29스트리트, 서울서울3080 등)과 2016년 8월 18일 개관한  2,036석 규모의 클래식 전용 공연장인 롯데콘서트홀이 있다.

### 엔터테인먼트동
지상 11층, 지하 6층 규모로 롯데마트, 롯데시네마, 하이마트, 롯데월드 아쿠아리움 등이 운영중이다. 21개관 규모의 롯데시네마는 아시아 최대 규모이며 21관 수퍼플렉스G는 가로 34m, 세로 13.8m인 세계 최대 크기(2014년 11월 기준)의 35mm 스크린 기록을 보유중이다.

## 사건 및 사고

### 저층부 건물
- 2012년 - 건축중 기둥에 금이 가 논란이 되었다.
- 2014년 4월 8일 - 오전 8시 무렵 엔터테인먼트 동 옥상에서 고압 파이프 뚜껑이 압력에 의해 튕겨져 나가면서, 1명의 사망자가 발생하는 사고가 일어났다.[14]
- 2014년 10월 30일 - 영업시간중 롯데월드몰 3층의 유리난간 고정용 금속부품이 1층으로 낙하하여 1명이 다쳤으며, 인근병원으로 후송되어 이마에 두바늘을 꿰메는 치료를 받았다.[15]
- 2014년 12월 9일 - 아쿠아리움에서 시간당 종이컵 한잔 수준의 누수가 발생하여 대한민국 정부가 합동안전점검을 계획하였다.[16]
- 2014년 12월 - 롯데시네마 월드타워 14관에서 진동 논란으로 모든 상영관이 문을 닫았다. 누수가 발생한 아쿠아리움도 잠정 폐쇄하였다.
- 2015년 2월 16일 - 출입문이 방문자를 덮쳤으나 사상자는 없었다.
- 2015년 4월 30일 - 유니클로에서 천장에 스프링클러 오작동으로 인하여 천장에서 물이 새는 일이 벌어졌다.

## 대중문화
- 우리 결혼했어요 - 서울서울 3080의 옛날 전차 안에서 촬영을 했다.

## 갤러리

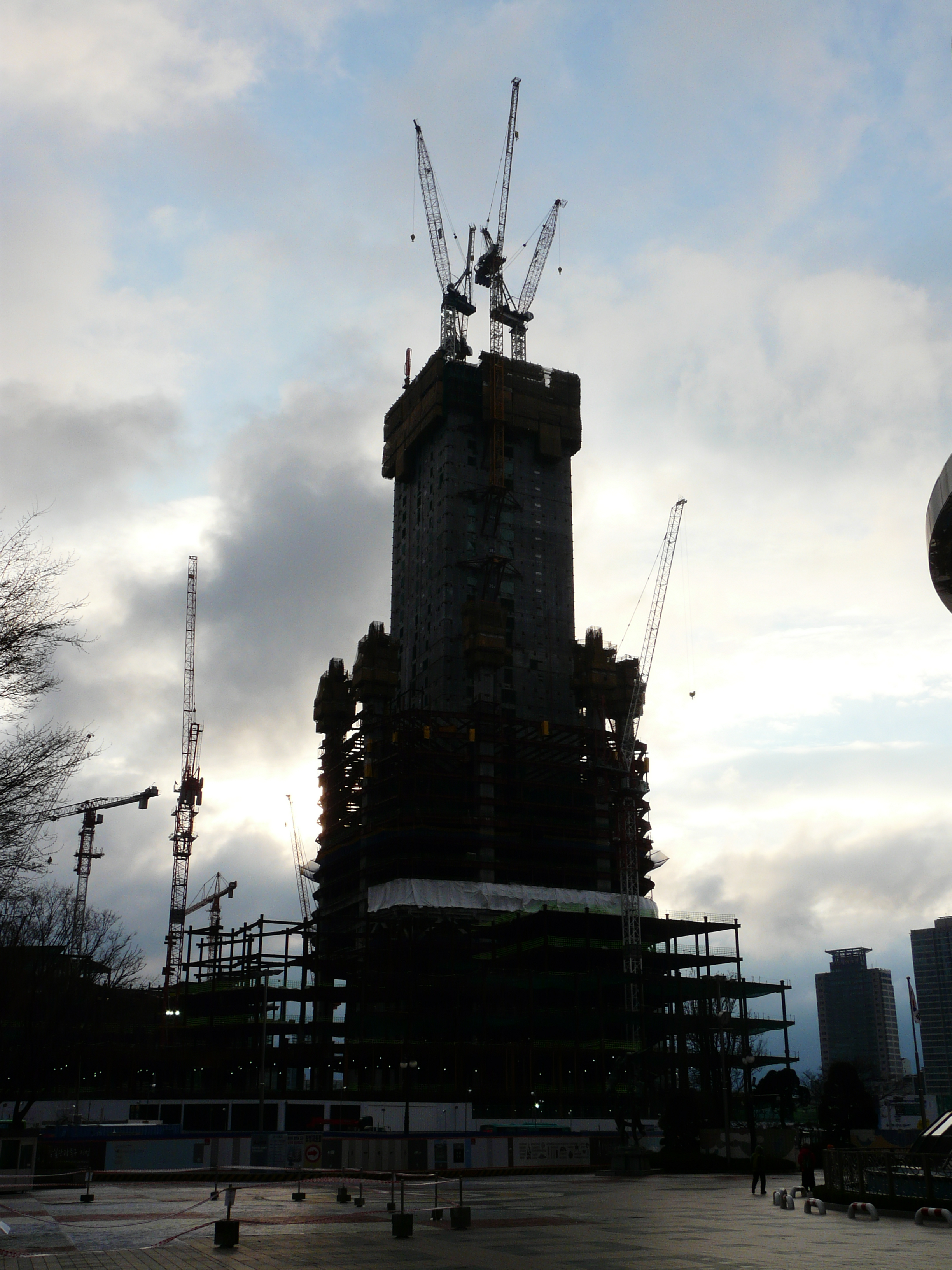
2013년 4월 7일.
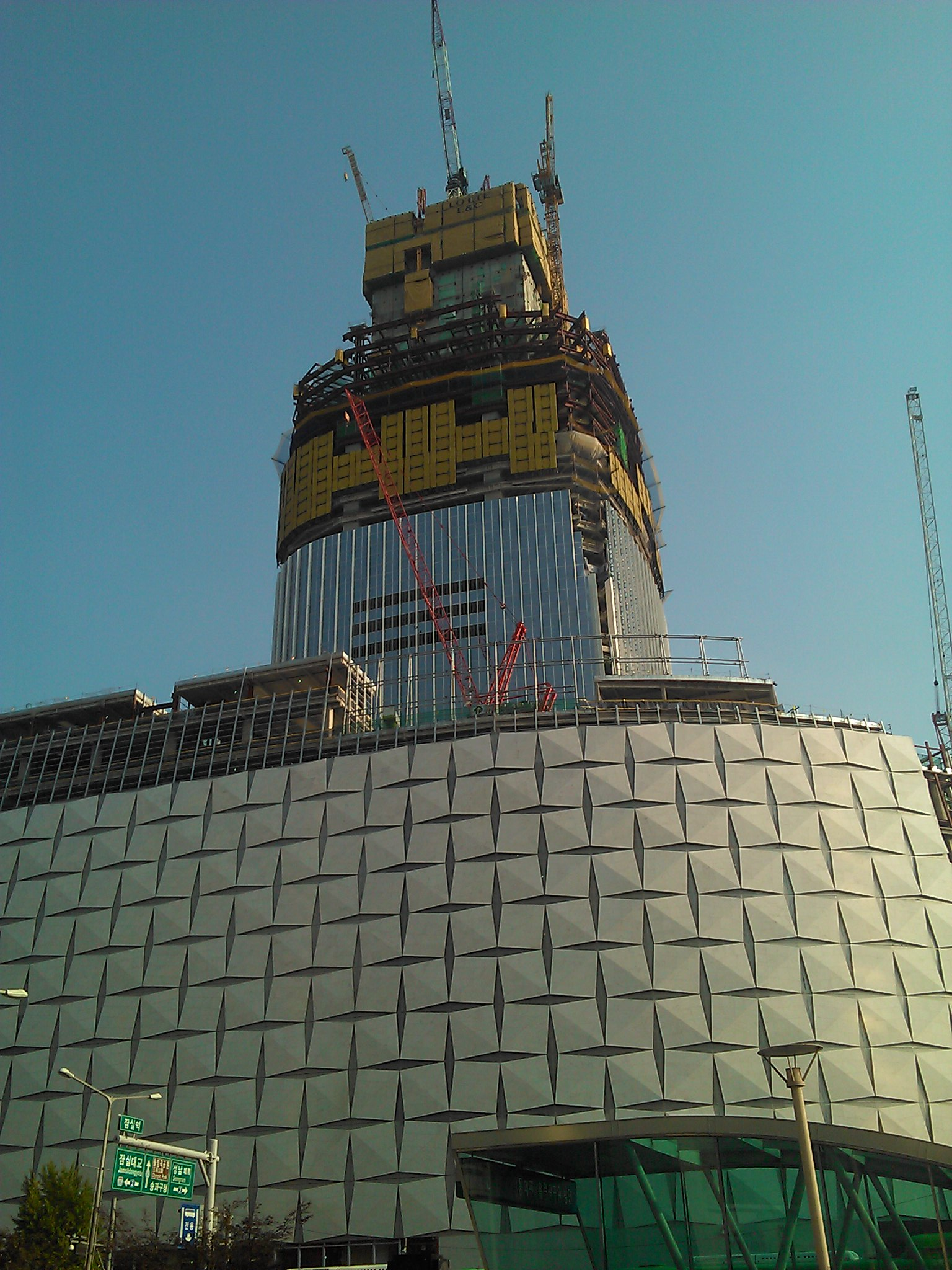
2013년 10월 27일.

## 같이 보기
- 롯데월드
- 롯데월드타워
- 부산롯데타운
- 서울공항